# Descanso sobrius
Descanso sobrius là một loài nhện trong họ Salticidae.
Loài này thuộc chi Descanso. Descanso sobrius được María Elena Galiano miêu tả năm 1986.